# Cel mai frumos an
Cel mai frumos an (titlu originar în engleză The Last Best Year) este un film dramatic american din 1990, regizat de John Erman⁠(d).

## Rezumat
Jane vizitează un medic după ce se îmbolnăvește în timpul unei călătorii de afaceri⁠(d). I se spune că are o boală terminală⁠(d) și este trimisă la un psiholog, Wendy Haller, pentru a o ajuta să facă față aspectelor emoționale ale bolii. Jane, deși are succes în afaceri, duce o viață solitară, cu excepția momentelor ocazionale pe care le petrece cu iubitul ei căsătorit, Jerry, care o părăsește în timpul crizei sale. La început reticentă în a se deschide emoțional, Wendy se apropie curând de ea. Jane face o ultimă călătorie pentru a-și vizita pe mătușa Lizzie.
Jane înfruntă în sfârșit secretul pe care îl ascunde de ani de zile, acela că și-a dat copilul spre adopție. Pe măsură ce se împacă cu vina din trecutul ei tulbure și se împacă cu soarta ei, primește sprijin afectuos de la mătușa Lizzie, Wendy, Amy și Peter, colegii ei de muncă. Se întoarce la credința pe care o părăsise și ia legătura cu fiul ei adult. Wendy, de asemenea, a avut un trecut tulbure și, prin relația cu Jane, își rezolvă propriile probleme, în special cu mama ei, Anne.

## Distribuție
- Mary Tyler Moore - Wendy Haller
- Bernadette Peters - Jane Murray
- Brian Bedford - doctorul Castle
- Carmen Mathews - mătușa Lizzie
- Kate Reid - sora Mary Rose
- Kenneth Welsh - Jerry
- Erika Alexander - Amy
- Dorothy McGuire - Anne
- Lawrence Dane - John Dennis
- Michael Hogan - Billy Haller
- Albert Schultz - Peter Hamm
- Bathsheba Garnett - doamna Morton
- Michael J. Reynolds - Wisnovsky